# Shan-Staat
Koordinaten: 21° 38′ N, 98° 13′ O
Der Shan-Staat (Shan-Schrift မိူင်းတႆး Muang Tai, birmanisch ရှမ်းပြည်နယ်, BGN/PCGN: shanbyinè) ist eine der fünfzehn Verwaltungseinheiten in Myanmar. Es ist die größte dieser Verwaltungseinheiten und umfasst annähernd ein Viertel der Gesamtfläche des Landes. Die Hauptstadt ist Taunggyi.

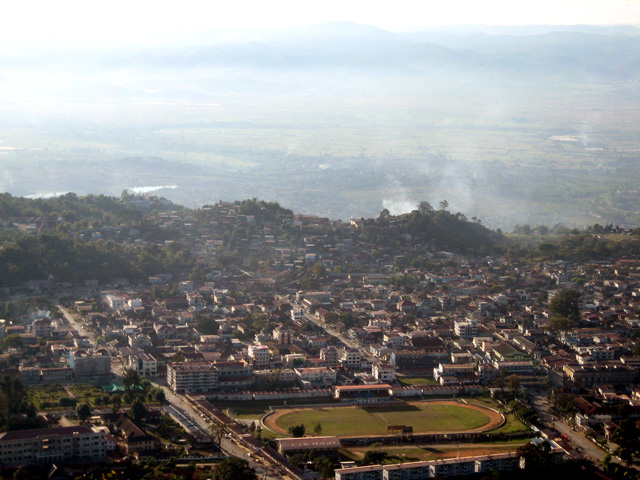
Blick auf Taunggyi, die Hauptstadt des Shan-Staats

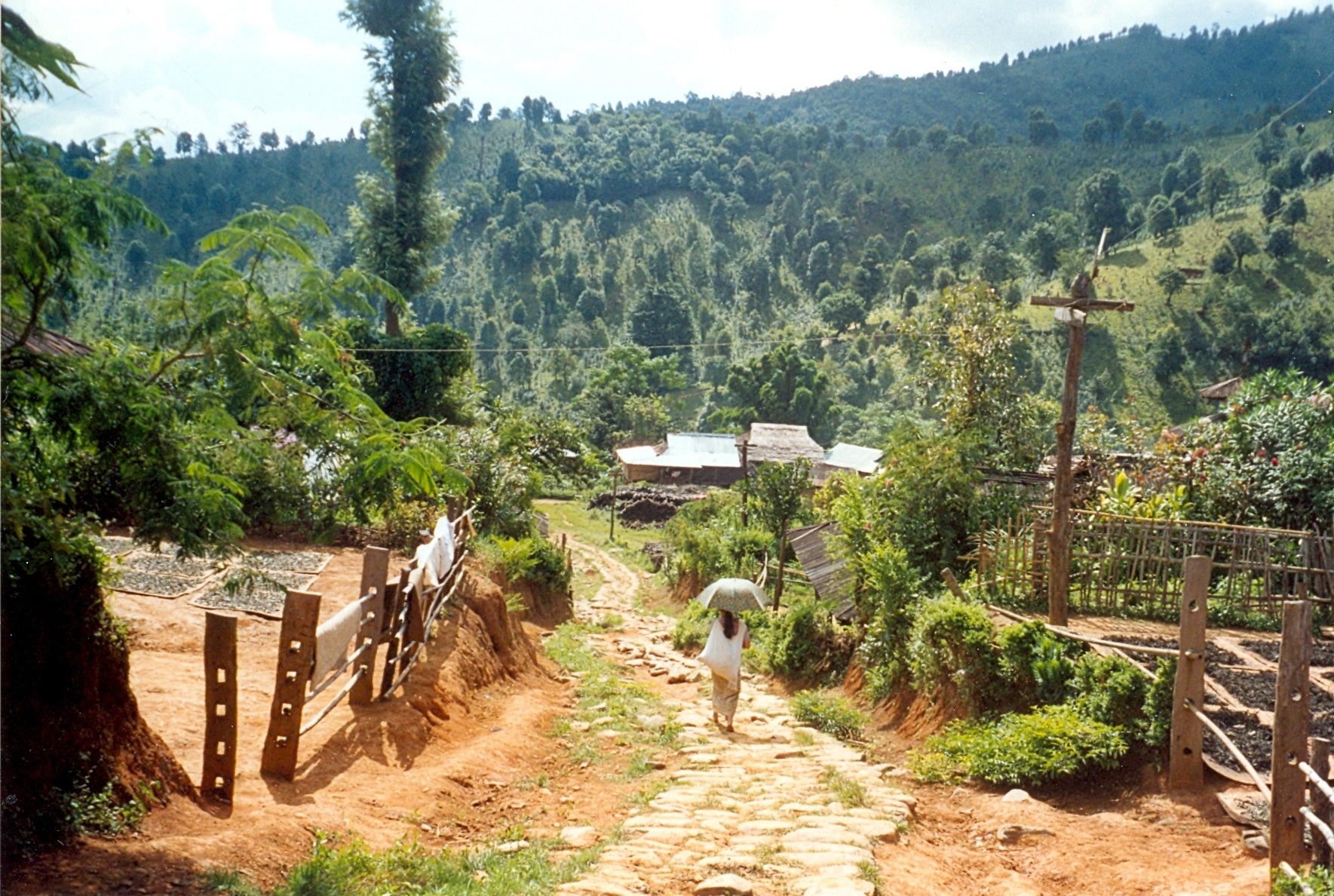
Dorf im Norden des Shan-Staats, 2001

## Geographie
Der Shan-Staat grenzt im Norden an China, im Osten an Laos und im Süden an Thailand. Die Westgrenze bilden die myanmarischen Regionen Mandalay und Sagaing, nordwestlich schließt sich der Kachin-Staat sowie im Südwesten der Kayah- und der Kayin-Staat an. Der überwiegende Teil des Shan-Staats ist bergiges Gelände. Im Norden und Süden gibt es höhere Berge. Der Staat wird ungefähr in der Hälfte vom von Nord nach Süd fließenden Saluen (Thanlwin) geteilt.

## Bevölkerung
Die Täler und Hochebenen sind von den Shan bevölkert. Ihre Sprache und Riten ähneln denen der Thai, Dai und Laoten. Sie sind hauptsächlich Theravada-Buddhisten und überwiegend in der Landwirtschaft beschäftigt. Neben den Shan leben hier noch Bamar, Birmanische Chinesen und Karen. In den Bergen sind kleine Volksstämme wie beispielsweise die Wa anzutreffen.

## Gliederung

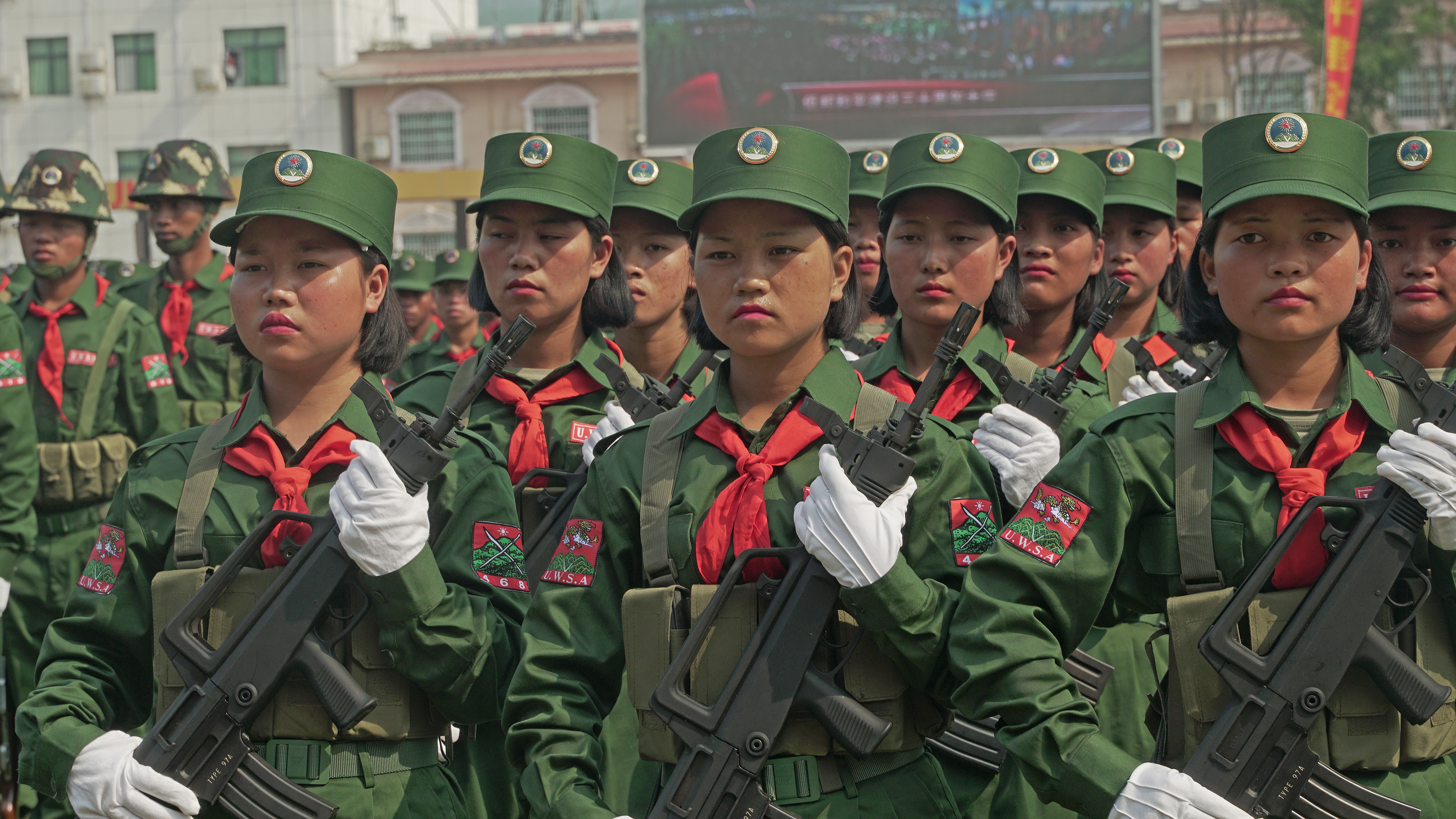
Weibliche Kämpfer der UWSA von der 468. Division. Der Shan-Staat wird zu großen Teilen von ethnischen bewaffneten Organisationen verwaltet.

Der Shan-Staat gliedert sich in vierzehn Distrikte: Taunggyi, Loilin, Linkhe’, Lashio, Muse, Kyaukme, Kunlon, Laukine, Hopan, Makman, Kengtung, Minesat, Tachileik und Minephyat.
Er schließt ein: Baw (Maw), Hopong (Hopon), Hsahtung (Thaton), Hsamöngkem (Thamaingkan), Hsawnghsup (Thaungdut), Hsenwi (Theinni; North Hsenwi and South Hsenwi), Hsihkip (Thigyit), Hsipaw (Thibaw), Kehsi Mangam (Kyithi Bansan), Kengcheng (Kyaingchaing), Kenghkam (Kyaingkan), Kenglön (Kyainglon), Keng Tung, (Kyaingtong), Kokang, Kyon, Kyawkku Hsiwan (Kyaukku), Laihka (Legya), Lawksawk (Yatsauk), Loi-ai (Lwe-e), Loilong (Lwelong), Loimaw (Lwemaw). Manglon, Monghsu, Mawkmai (Maukme), Mawnang (Bawnin), Mawson (Bawzaing), Mongkawng (Mogaung), Mongkung, Mong La, Mongleng (Mohlaing), Monglong, Mongmit (Momeik), Mong Nai (Mone), Mongnawng, Mong Pai (Mobye), Mong Pan, Mong Pawng (Maing Pun), Mongping (Maingpyin), Mongsit (Maingseik), Mongtung (Maington), Mongyang (Mohnyin), Mongyawng, Namhkai (Nanke), Namhkok (Nankok), Namhkom (Nankon), Namtok (Nantok), Namkhok-Nawngwawn, Panglawng, Pangmi, Pangtara (Pindara), Pwehla (Poila), Sakoi, Samka, Tawngpeng, Wanmaw (Bhamo), Wanyin (Banyin), Wuntho (Wynn Tho), Yawnghwe (Nyaungshwe), Ywangan (Yengan) Von 1886 bis 1948 waren sie Teil von British Burma.

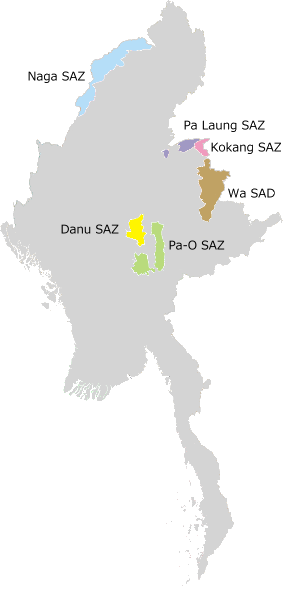
Selbstverwaltungszonen in Myanmar nach der Verfassung von 2008. Die meisten SAZ befinden sich im Shan-Staat.

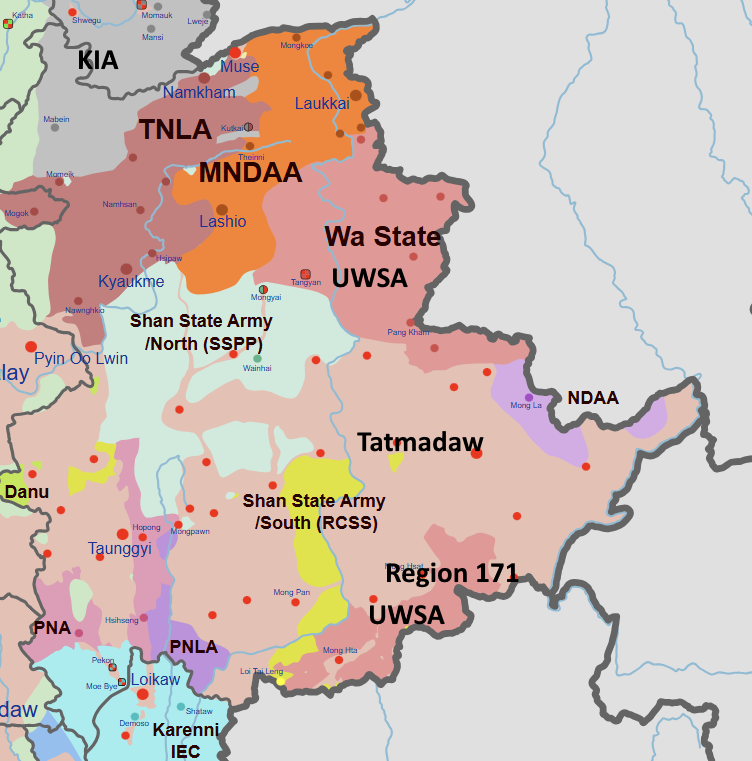
Situation im Shan Staat 2025

Nach verschiedenen Waffenstillstandsverträgen 1989 wurden mit den beteiligten bewaffneten Organisationen sogenannte Spezielle Zonen gebildet. In diesen Zonen zog sich die Regierung und die Armee komplett zurück. Die Zone 1 wurde mit der Myanmar National Truth and Justice Party (MNTJP) und ihrem bewaffneten Arm der Myanmar Nationalities Democratic Alliance Army (MNDAA) vereinbart. Sie umfasste das Gebiet Kokang, einem Gebiet an der Grenze zu China, welche primär von Han Chinesen bevölkert wird. Zone 2 wurde in Gebieten geschaffen, welche die United Wa State Party (UWSP) mit ihrem bewaffneten Arm, der United Wa State Army (UWSA) gehalten wurden. Das Gebiet der Zone 2 umfasste nicht die Gebiete an der Grenze zu Thailand, welche auch von der UWSA behauptet worden sind. Sie wurden intern Region 171 genannt und wurden auch von den Truppen der Zentralregierung geräumt. Die UWSA konnte die Region 171 nach heftigen Kämpfen mit der Muang Tai Army (MTA) erheblich erweitern. Zone 3 entstand aus Gebieten, welche von der Shan State Progress Party und ihren bewaffneten Einheiten der Shan State Army-North (SSA/SSPP) kontrolliert worden sind. Zone 4 umfasste das Gebiet um Mong La an der chinesischen Grenze in der Nähe des Mekong. Dieses Gebiet wurde von dem Peace and Solidarity Committee (PSC) und ihrem bewaffneten Arm der National Democratic Alliance Army-Eastern Shan State (NDAA-ESS) kontrolliert. Bei allen 4 bewaffneten ethnischen Gruppierungen und ihren politischen Organisationen handelt es sich ehemalige Einheiten der kommunistischen Partei, welche 1989 gegen die Führung der Partei rebelliert hatten und Waffenstillstände mit der Militärregierung abgeschlossen hatten.
Nach der Verfassung von 2008 wurden mehrere Selbstverwaltungszonen für ethnische Minderheiten im Staat geschaffen. Die bedeutendste ist die Wa Special Administrative Division. Sie umfasst 4 der ursprünglich 6 Bezirke der Spezial Zone 2 of the Shan State. Hier entstand der nicht offiziell anerkannte Wa-Staat. Nach der Operation 1027 konnte dieser einen weiteren Bezirk übernehmen. Auch aus der Zone 1 wurde eine spezielle administrative Zone gebildet, welche aber 2009 von der Zentralregierung nach heftigen Kämpfen mit der MNDAA übernommen worden ist. In der Operation 1027 wurde die Special Administrative Zone Kokang von der MNDAA mithilfe der Ta’ang National Liberation Army (TNLA) überrannt. Kokang wird mehrheitlich von Han Chinesen bewohnt. Die Palaung Self-Administered Zone wurde ursprünglich von militärfreundlichen Kader der Palaung National Liberation Organisation (PNLO) verwaltet. Die TNLA mithilfe der MNDAA, der Kachin Independence Army (KIA) und der Arakan Army überrannten aber die Zone Ende 2023. 2024 verwaltete die Palaung State Liberation Front das Gebiet. Auch die Pao erhielten eine Selbstverwaltungszone die Pa'O Self-Administered Zone. Die Pao galten lange als Anhänger der Zentralregierung, aber Teile bekämpften die Militärregierung nach dem Militärputsch am 1. Februar 2021. Im Gegensatz zu den Palaung den Pao und den Wa erhielten die Bewohner von Mong La (ehemalige Spezial Zone 4 of the Shan State) keine spezielle Verwaltungszone in der Verfassung zugesprochen, da es sich um mehrere Minderheiten handelt, welche das Gebiet bewohnen. Das Peace and Solidarity Committee (PSC) verwaltet aber das Gebiet um Mong La seit 1989 autonom und entzieht es der Zugriffsgewalt des Shan Staates erfolgreich mithilfe einer eigenen Armee, der National Democratic Alliance Army-Eastern Shan State (NDAA-ESS). Ein Sonderfall stellt das Restoration Council of Shan State (RCSS) dar. Die Shan State Army-South existierte 1989 nicht. Sie wurde erst 1995 aus Teilen der MTA gegründet. Sie beherrschte aber 2024 Gebiete entlang der Thai-Grenze gegenüber der thailändischen Provinz Mae Hong Son und Gebiete entlang des Salween. Die RCSS bekämpfte lange die Zentralregierung, pflegt aber gute Kontakte zur Militärregierung dem State Administration Council (SAC). Auch die SSPP erhielt keine Selbstverwaltungszone in der Verfassung garantiert, da sie ja von Shan, dem Mehrheitsvolk des Staates kontrolliert wird. Die Special Zone 3 of the Shan State wurde in der Verfassung dementsprechend nicht berücksichtigt. Die SSPP und RCSS Gebiete wurden in Waffenstillstandsverträgen 2015 definiert. Die Zentralregierung und der Shan-Staat haben keinerlei Kontrolle über diese Gebiete. Die RCSS einerseits und TNLA und die SSPP anderseits kämpften aber in der Vergangenheit um diese Waffenstillstandsgebiete. Ursprünglich konnte die RCSS große Gebiete im Norden des Shan Staates erobern, wurden aber 2018–2019 von der SSPP und der TNLA zurückerobert. Stand 2024 wurde der Großteil der Distrikte und Bezirke von bewaffneten ethnischen Organisationen beherrscht und verwaltet. So bestehen zum Beispiel Grenzkontrollen zwischen dem Shan-Staat und der Wa Special Administrative Division.

## Geschichte

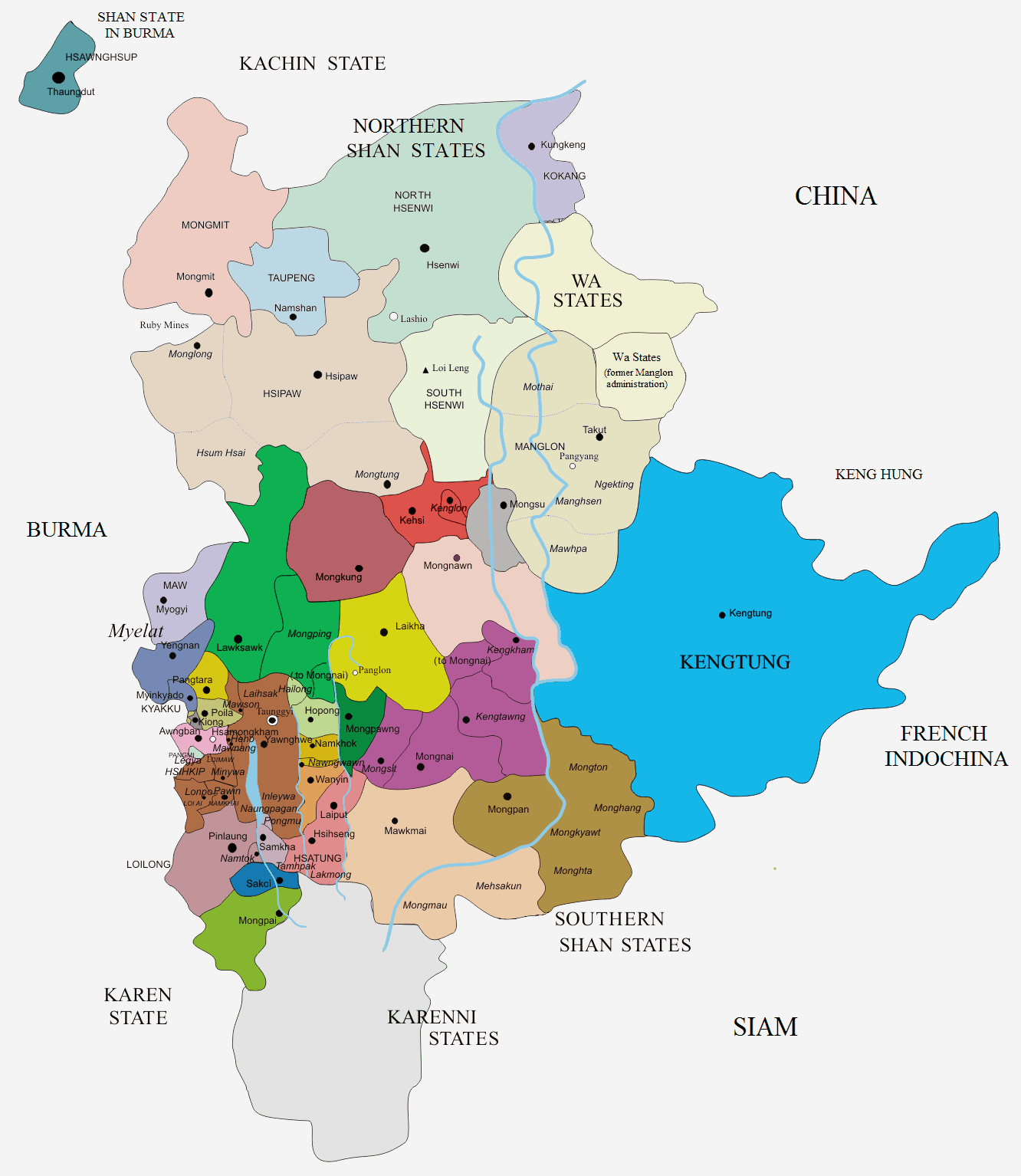
Shan-Staaten unter britischem Protektorat (um 1900)

Die Herrscher der Königreiche von Sagaing und Ava, die Ober- und Mittelbirma vom 13. bis zum 16. Jahrhundert dominierten, stammten einer umstrittenen Theorie zufolge von Shan ab. Die dominierende Kultur dieser Reiche war jedoch die der Bamar. Das Siedlungsgebiet der Shan bestand aus mehr als 30 Einzelstaaten, die meisten von diesen standen in Tributverhältnissen zu den jeweiligen birmanischen Reichen. Dabei war der birmanische Einfluss auf die „nahen Shan-Staaten“ größer, während die „fernen Shan-Staaten“ eine größere Unabhängigkeit wahrten.
1887, nach dem dritten Britisch-Birmanischen Krieg, übernahmen die Briten die Herrschaft über die Shan-Staaten. Dabei behielten die Fürsten (sawbwa) der Einzelstaaten (Mong) ihre Macht. Die Briten mischten sich recht wenig in die inneren Angelegenheiten dieser Staaten ein. 1922 wurden die Shan-Staaten in den Federated Shan States zusammengefasst. Die Staaten der Wa traten diesem Zusammenschluss nicht bei. Am 12. Februar 1947 wurde der Shan-Staat geschaffen, der außer den Gebieten der Föderation auch die Gebiete der Wa umfasste.
Die Gründung des Shan-Staats war ein Ergebnis der Panglong-Konferenz, wo neben den Shan auch die Völker der Jingpo und Chin ihren Beitritt zu einer künftigen Union of Burma erklärten. Im Abkommen von Panglong behielten sich die Shan das Recht vor, nach 10 Jahren die Union zu verlassen.
Nach der Niederlage der Kuomintang (KMT) flüchteten tausende chinesische nationalistische Truppen im Januar 1950 in den Shan-Staat und richteten eine Basis in Keng Tung ein. Vom Shan-Staat aus starteten sie offensive Handlungen gegen die chinesische Yunnan-Provinz. Militärisch waren die Angriffe gegen das kommunistische China nicht erfolgreich, aber die KMT übernahm die Macht in groẞen Teilen des Shan-Staates und wurden im Drogenhandel aktiv. Erst 1961 konnten die KMT nach Thailand und Laos vertrieben werden, oder wurde nach Taiwan ausgeflogen (siehe Kuomintang in Birma).
1959 wurde unter dem birmanischen Premierminister Ne Win die Macht der Fürsten im Shan-Staat aufgehoben. Die meisten Fürsten gingen ins Exil. 1962 putschte das Militär unter Ne Win unter anderem mit der Begründung, der Coup würde ein Abspalten des Shan-Staats von Birma verhindern. Der Shan-Staat wurde von birmanischen Truppen besetzt, die politischen Führer der Shan verhaftet und ermordet und die traditionellen Strukturen und autonomen Rechte der Shan abgeschafft. Der Putsch löste Kämpfe für Unabhängigkeit in den Shan-Staaten aus, die bis heute anhalten, siehe Shan State Army-South. Des Weiteren setzt sich die United Wa State Army für einen von den Shan unabhängigen Wa-Staat ein.
Ab 1996 wurden immer weitere Landstriche im zentralen Shan-Staat durch Massenvertreibungen und Zwangsumsiedlungen entvölkert. Die Dörfer wurden niedergebrannt und die Felder zerstört. Diese Gebiete wurden zu Free Fire Zones erklärt, in denen das Militär auf alles schießt, was sich bewegt.